# دانش تفسیری
با توجه به دانش راوی از ذهنیات و تفکرات شخصیت‌های داستان و نقش تفسیری او در مواجهه با رویدادها و بیان آنها، می‌توان انواع راوی را به دو نوع مفسّر و بیننده تفکیک کرد.
```
راوی مفسّر
```

هر گاه در داستان راوی نسبت به رویدادها برخوردی تحلیلی و تفسیری داشته باشد و به قضاوت آنها بنشیند و از ذهنیات و تفکرات شخصیت‌های داستان مطلع باشد و آن را بیان کند، آن راوی را راوی مفسّر می‌نامیم.
```
راوی بیننده
```

هر گاه در داستان راوی مانند یک دوربین فقط ناظر داستان باشد و رویدادها و افعال شخصیت‌های داستان را همان‌طور که اتفاق افتاده‌اند روایت کند و از درونیات شخصیت‌ها مطلع نباشد و قضاوت و تفسیری دربارهٔ رویدادهای داستان نداشته باشد، او را راوی بیننده می‌نامیم.